# Paul Devaux
Pour les articles homonymes, voir Paul Devaux (homonymie).
Paul Devaux (né le 10 avril 1801 à Bruges, mort le 30 janvier 1880 à Bruxelles) est un homme d'état libéral belge du XIXe siècle qui a participé à la fondation de l'État belge.

## Biographie
Paul Louis Isidore Devaux, né le 10 avril 1801 à Bruges, est le fils de Jacques Devaux, avocat et membre du Corps législatif  de l'Empire français, et d'Isabelle de Brouwer. Ses parents décèdent alors qu'il n'a pas atteint l'âge adulte. Le 7 mai 1827, il épouse Anne Van Praet, sœur de Jules Van Praet, futur conseiller du roi Léopold Ier. Il est le père de Jules Devaux, diplomate et proche collaborateur du roi Léopold II de Belgique.
Il fait des études secondaires d'abord à Bruges puis au lycée de Bruxelles. De 1817 à 1819, il part faire des études à la Sorbonne à Paris. En 1820, il s'inscrit à la Faculté de droit de l'Université de Liège et en sort docteur en droit en 1824.
Il s'inscrit comme avocat au barreau de Liège où il rencontre Joseph Lebeau et Charles Rogier. Avec eux, il fonde le 10 mars 1824 le journal Matthieu Lansbergh, journal politique, littéraire, de l’industrie et du commerce qui devient le 1er janvier 1829 le Politique. Ce journal libéral adopte progressivement une tendance franchement unioniste des catholiques et des libéraux contre la politique autoritaire du gouvernement des Pays-Bas.
Élu comme député au Congrès national par la ville de Bruges, Paul Devaux est partisan de l'instauration d'une monarchie constitutionnelle parlementaire plutôt que d'une république. Il défend dans un premier temps la candidature d'Auguste de Leuchtenberg contre celle de Louis d'Orléans. De même, il est mandaté par le gouvernement provisoire pour participer au comité chargé de rédiger le projet de Constitution belge.
Le 23 mars 1831, il prend part au gouvernement de Joseph Lebeau en tant que membre sans portefeuille du Conseil des ministres du Régent de Belgique. Constatant l'opposition des puissances européennes à la candidature d'Auguste de Leuchtenberg, c'est lui qui suggère à Joseph Lebeau, chef du gouvernement provisoire, la candidature du prince Léopold de Saxe-Cobourg-Gotha au trône de Belgique. Le 11 mai 1831, mandaté par Joseph Lebeau, Devaux se rend à Londres comme commissaire du gouvernement belge auprès de la Conférence de Londres sur l'avenir de la Belgique et se joint à la délégation belge déjà sur place. Alors que les négociations piétinent, sa mission est double : d'une part d'obtenir l'assentiment du prince Léopold à la couronne de Belgique et d'autre part, trouver une issue favorable aux négociations avec les puissances européennes (en vue notamment de fixer les limites territoriales de la Belgique). Il obtient satisfaction sur ces deux points : le prince Léopold donne son accord et les puissances européennes signent le 26 juin 1831 le Traité des XVIII articles. Le prince Léopold peut devenir roi de Belgique après approbation du Congrès national en juillet 1831.
Après la constitution de la Belgique et la fixation définitive de ses frontières par le Traité des XXIV articles en avril 1839, il fonde le journal La revue nationale dont il est le directeur. Il s'y montre favorable à la création de partis politiques que permettent désormais la paix signée avec les Pays-Bas et le cadre légal stable créé par la Constitution belge. Il est l'un des fondateurs de l'Echo du Parlement, journal à tendance libérale. Il jette aussi les bases d'un parti libéral gouvernemental qui s'opposera à la politique du parti catholique.
Il garde des liens avec sa ville d'origine en demeurant conseiller communal de Bruges de 1836 à 1875.
Il est député à la Chambre des représentants jusqu'en juin 1863.
Il était membre de la classe de lettres de l'Académie royale de Belgique et a participé à de nombreuses publications à caractère historique.
Le 3 février 1880, il reçoit des funérailles avec les honneurs militaires à l'église Notre-Dame du Sablon à Bruxelles et est inhumé au cimetière de Laeken.

## Hommages et distinctions
- Un certain nombre de villes ont voulu rendre hommage à Paul Devaux en nommant une rue à son nom :
  - À Bruxelles face à la Bourse, à Liège face à la rue Joseph Lebeau, à Blankenberge et à Bruges.
- Il reçoit les distinctions suivantes du roi Léopold Ier :
  -  Grand cordon de l'ordre de Léopold en 1859 (Belgique) ;
  - Croix de fer (Belgique).